# Вода (филм)
Вижте пояснителната страница за други значения на Вода.
„Вода“ е български игрален филм от 1959 година на режисьора Яким Якимов.

## Актьорски състав
Не е налична информация за актьорския състав.